# Lobocleta imbellis
Lobocleta imbellis är en fjärilsart som beskrevs av W. Warren 1906. Lobocleta imbellis ingår i släktet Lobocleta och familjen mätare. Inga underarter finns listade i Catalogue of Life.